# HMS Furious (47)
Pour les autres navires du même nom, voir HMS Furious.
Le HMS Furious est à l'origine un croiseur de bataille de classe Courageous finalement achevé en porte-avions. Il entre au service dans la Royal Navy en 1917, participe aux deux guerres mondiales avant d'être démoli en 1954.

## Historique

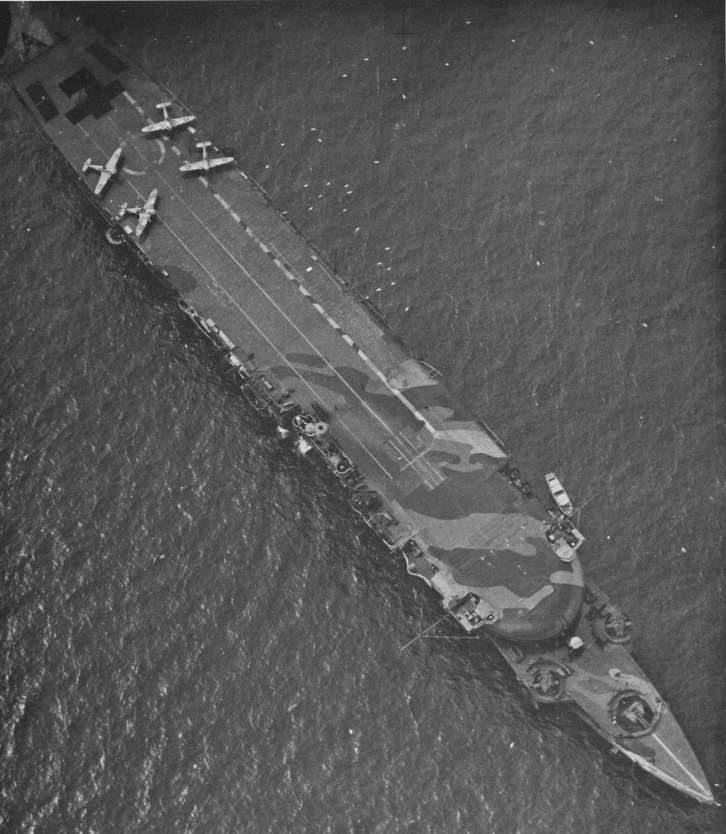
Le Furious en Aout 1941 avec quatre Hurricanes sur le pont d'envol

À l'origine, le Furious devait être un croiseur de bataille. Cependant, il est décidé qu'il sera modifié en porte-avions, comme le seront plus tard ses compagnons de classe les HMS Courageous et Glorious.
Le Furious possède ainsi en 1918 une plate-forme pour avions à l'avant, et une autre à l'arrière, séparées par le bloc passerelle et la cheminée au centre. Ainsi agencé, il participe à la fin de la Première Guerre mondiale, sept de ses avions attaquant Tønder le 19 juillet 1918. Cependant, les superstructures au milieu du navire sont problématiques, et le Furious est remis en chantier en 1922. Il faudra trois ans, jusqu'au 1er août 1925, pour faire un pont d'envol continu. Le Furious retourne au chantier entre 1936 et mai 1939. Pendant cette période, son armement initial (10 canons de 140 mm (en) et 4 canons antiaériens de 102 mm) est remplacé par douze canons antiaériens de 102 mm, et un îlot voit le jour à tribord.
Durant la Seconde Guerre mondiale, le Furious opère dans l'Atlantique, avant d'effectuer des transports d'avions vers l'île de Malte, base britannique de premier ordre en Méditerranée. Il participe à l'opération Torch en novembre 1942, avant d'intégrer la Home Fleet en février 1943. Ses Seafire et Barracuda participent ainsi à deux raids sur le cuirassé allemand Tirpitz en 1944 dans le cadre de l'opération Goodwood. Le Furious opère ensuite au large de la Norvège, notamment en mouillant des champs de mines, et lors de l'opération Posthorn.
Il est mis en réserve le 15 septembre 1944, puis démoli de 1948 à 1954.